# Pommer
A pommer (Bomhart, Bombart, bombarde, bombardo) a schalmeiek családjából származó kettős nádnyelves, kúpos furatú, tölcsérben végződő, fából készült fúvós hangszer. Hat-hét hanglyuka és egy-négy védőtokkal ellátott billentyűje van. A mély hangolású hangszereknél a nádsíp hajlított fúvócsővel csatlakozik a testhez, a többinél ajaktámaszt alkalmaztak. A 15. – 17. században
volt használatban.
A pommer hangszercsalád tagjai, hangterjedelmük (Michael Praetorius, Syntagma Musicum):
- kisdiszkant: h' – h"
- diszkant: d' – a"
- kis alt: g – d"
- nagy alt (nicolo): c – g'
- tenor: G – g'
- basszus: C – h
- nagybasszus: F1 – e

A 15. század elején alakult ki kezdetben az alt és tenor változat, majd a 17. század elejére kiépült a teljes hangszercsalád a nagybasszusig, amely mintegy 3 méter hosszú. A diszkant változatot schalmeinek nevezték. Erős hangú hangszerek, harsonákkal, cinkekkel, dulciánokkal együtt szólaltak meg, velük együtt az haut hangszerek (hauts instruments) közé tartoztak. Az hautbois, oboa hangszernév is ilyen módon származtatható, a barokk oboa a diszkant pommerből fejlődött ki.